# Луангпхабанг (королевство)
Королевство Луангпхаба́нг (лаос. ຫລວງພະບາງ) (1707—1946) — королевство, которое выделилось из королевства Лансанг в 1707 году (два других отделившихся королевства: Тямпасак и Вьентьян). Покровительство Пекина, временами рассматривавшего Луангпхабанг как часть китайской территории, помогло этому государству выжить в XVIII веке и сохранить независимость в начале XIX века, когда Тямпасак и Вьентьян были поглощены Сиамом; тем не менее в его столице был размещён сиамский гарнизон.
С 1815 года Луангпхабанг во вьетнамских документах именовался данником. В 1823 году статус Луангпхабанга как «младшего партнёра» вьетнамской империи Нгуенов был оформлен ведомством обрядов: дань Луангпхабанга Вьетнаму выплачивалась раз в три года, и состояла из двух слонов, четырёх рогов носорога и двух слоновых бивней. Первая миссия с данью прибыла в Хюэ в 1826 году. В 1830-х годах, в связи с сиамо-вьетнамскими войнами за княжество Пхуан, эти отношения были прерваны.
Наследник престола Луангпхабанга — принц Суксём — с 1826 года находился в Бангкоке в качестве «наблюдателя», а затем заложника, и лишь в 1836 году ему было разрешено вернуться на родину. В 1840-х годах Сиам упорно добивался от взошедшего на трон Суксёма признания «старшинства» Сиама, то есть признания правителя Сиама покровителем Луангпхабанга.
В апреле 1867 года по пути из китайской провинции Юньнань в Камбоджу в Луангпхабанг прибыла французская экспедиция Дудара де Лагре. В инструкциях французского морского министерства указывалось, что де Лагре должен определить богатства стран, через которые пройдёт его экспедиция, и выяснить, «какими эффективными средствами можно было бы объединить в торговом отношении верхнюю долину Меконга с Камбоджей и Кохинхиной». В Луангпхабанге глава экспедиции был радушно принят правителем Тянгхалатом, приравнявшим статус экспедиции к статусу иностранного представительства. В донесении министерству морских дел Франции Дудар де Лагре рекомендовал захватить это государство, помешав тем самым росту влияния Великобритании в Индокитае. Следивший за политикой Франции в Индокитае правитель Сиама в том же году вернул Луангпхабангу символ независимости — статую Будды «Пхабанг» (однако сиамский гарнизон, размещённый в столице Луангпхабанга ещё с 1830-х годов, остался).
В 1860-х годах правители Луангпхабанга, учитывая перемены на Дальнем Востоке, перестали платить дань Китаю, но усилили давление на свои даннические княжества, требуя уплаты дани. Эти княжества, стремясь использовать противоречия между крупными государствами региона, сами вступали в союзы с горскими народами и совершали рейды на Луангпхабанг, уводя оттуда население.
В 1864 году во Вьетнаме было подавлено восстание тэйшонов и малых народностей. Отряды повстанцев различались по цвету флагов, но лаосцы называли их всех «хо» («чёрными»). Хо создали поселения по границам Луангпхабанга и зависимых от него княжеств, откуда совершали набеги на лаосские долины и города. Отряды «флагов» охотно шли на службу к местным правителям, усугубляя общую обстановку политической неустойчивости. В 1872 году отряды «красных флагов» напали на территорию самого Луангпхабанга. Его правитель Ункхам совместно с сиамскими войсками сумел организовать оборону, однако хо, укрепившись и создав военный лагерь, совершали рейды на территорию княжества Пхуан, им удалось занять бывшую столицу Вьентьян.
В 1885 году была создана объединённая сиамо-французская комиссия для выяснения границ Луангпхабанга, а в мае 1886 года между Францией и Сиамом была подписана конвенция об открытии в Луангпхабанге французского вице-консульства, куда вскоре прибыл Огюст Пави, сторонник территориальных захватов в Индокитае. Конвенция об открытии вице-консульства не была ратифицирована французским парламентом, но Пави в 1887—1895 годах развернул активную деятельность по изучению путей во Вьетнам и Китай. Сиамский командующий гарнизоном в Луангпхабанге передал Пави карту с обозначением границ государства.
В июне 1887 года Луангпхабанг подвергся нападению отрядов хо, которые в отсутствие сиамских войск захватили столицу и разрушили её. Престарелый правитель Ункхам был спасён из горевшего дворца людьми Пави и бежал под защиту прибывших сиамских отрядов. Воспользовавшись растерянностью Ункхама, Пави предложил ему покровительство Франции; одновременно в Бангкок было направлено сообщение об изменении статуса Луангпхабанга. Под предлогом необходимости обороны французских владений во Вьетнаме от повторных вторжений «чёрных флагов» французская сторона потребовала от правительства Сиама согласия на создание комиссии по установлению границ между Сиамом и «зоной французского влияния». В январе 1889 года Ункхам был восстановлен на троне Луангпхабанга.
Используя франко-английские противоречия, правительство Сиама добилось создания в 1889 году смешанной сиамо-французской комиссии для установления восточной границы Сиама. Итогом её работы стало заключение в 1890 году соглашения между колониальной администрацией Франции в Индокитае и правительством в Бангкоке, по которому левый берег Меконга (за небольшим исключением) признавался Францией владением Сиама.
Смерть одного из служащих торгового агентства в Луангпхабанге дала французским колониальным властям в Индокитае повод потребовать от правительства Сиама уступить левобережье Меконга. В мае 1893 года начались военные действия. 20 мая 1893 года французы предъявили Сиаму ультиматум, требуя формального признания сиамским правительством прав государств Вьетнама и Камбоджи на земли лао по левобережью Меконга. Правительство Сиама было вынуждено согласиться. Договор, заключённый 3 октября 1893 года между Францией и Сиамом положил начало колониальному господству Франции в Лаосе. 25 ноября 1893 года было достигнуто соглашение между Великобританией и Францией об образовании смешанной англо-французской комиссии, которая должна была установить границы между английской Бирмой и французским Лаосом. Первым главой колониальной французской администрации в захваченном французами Лаосе стал Огюст Пави. В Луангпхабанге была сохранена правящая династия, но при правителе был учреждён пост комиссара, который фактически и управлял государством. В 1900 году лаосские земли были включены в Индокитайский союз в качестве «Автономного протектората Лаос»; королевство Луангпхабанг стало частью протектората, сохраняя в нём особый статус.
Окончательно королевство Луангпхабанг прекратило своё существование в 1946 году, когда было образовано Королевство Лаос.

## Короли Луангпхабанга
- Китсарат (1707—1713)
- Онг Кхам (1713—1723)
- Тао Анг (1723—1749)
- Интаравонгса (1749)
- Интафом (1749)
- Сотика-Коумане (1749—1768)
- Суринявонг II (1768—1788)
- Тайская оккупация (1788—1792)
- Анурута (3 февраля 1792—1793) (1-е правление)
- Тайская оккупация (1793 — 2 июня 1794)
- Анурута (2 июня 1794 — 31 декабря 1819) (2-е правление)
- Мантатурат (31 декабря 1819 — 7 марта 1837) (Регент Ануруты с 1817 по 31 декабря 1819; жил как монах в Бангкоке с 1825 по 1826, оставляя управление государством тайцам)
- Ункео (1837—1838) (Регент)
- Сукха Сём (1838 — 23 сентября 1850)
- Шанта-Куман (23 сентября 1850 — 1 октября 1868)
- Ун Кхам (1 октября 1868 — 15 декабря 1895) (Закарин был регентом Уна Кхама с апреля 1888 по 15 декабря 1895)
- Сисаванг Вонг (26 марта 1904 — 27 августа 1946)